# 東京GODバラエティ
東京GODバラエティとは、アイドル、セクシー女優、コスプレイヤー、お笑い芸人、アーティスト、夜系の仕事など様々なジャンルで活躍する人たちのバラエティチャンネル。2018年3月8日の配信を最後に更新が止まっている。

## 放送されていた番組
- 脱衣ジャンケン(第2、第4・木)
- 全力れなちゃん(第2、第4・木)
  - MC あおいれな／アシスタント ぶー太郎
- MJ de NIGHT(第2、第4・木)
  - MC マリリンジョイ
- エリーの声たま(第2、第4・日)
  - MC 夏目エリー／加納愛子(Aマッソ)
- 元JKすたーぴぃのコスって○○!!(第2、第4・月)
- モンスト配信 『つぐほんストライク！』
  - MC 本田らいだ〜△／つぐみ
- 厨二病ナイトだよ!全員集合!!(毎週・月[第5週除く])
- HugMee's Stream!(第2、第4・日)
- 夜MENウォッチ(毎週・火)
- 生ダラGames(不定期)